# Panic Bomber
Panic Bomber (とびだせ！ぱにボン, Tobidase! Panibon) est un jeu vidéo de puzzle développé puis édité par Hudson Soft au Japon et édité par Nintendo en Amérique du Nord. Le jeu est sorti en 1995 sur Virtual Boy.

## Scénario
Comme dans de nombreux jeux de puzzle, le scénario est peu développé. Bomberman est venu sur une île mystérieuse dans un but bien précis, s'emparer de la légendaire «Golden Bomberman Statue». Pour y accéder, 3 médailles sont nécessaires. Malheureusement, des boss se sont emparés des médailles et, pour les récupérer, il faut battre les boss et leurs sbires.

## À noter
Hudson Soft aurait dû, à l'origine, être un développeur actif sur Virtual Boy mais il ne sortira finalement que Panic Bomber et Vertical Force. Un autre jeu Bomberman Sur Virtual Boy, nommé Virtual Bomberman fut programmé, et devait uniquement sortir au Japon, mais à cause du manque notoire du succès de la Virtual Boy, le jeu avait été annulé.